# Тони Курц
Тони Курц (Берхтесгаден, 13. јануар 1913 — Ајгер, 22. јул 1936) је био немачки планинар са почетка двадесетог века. Први је освојио многе врхове заједно са својим пријатељем из детињства Андреасом Хинтерштојсеом. Обојица су погинули у трагичним околностима 1936. године, као део четворочланог тима који је по други пут покушавао да освоји северну страну врха Ајгер у Швајцарској.
Током успона, његов пратилац Вили Ангерер повређен је стенама које су се одронуле због загревања док су прелазили прво поље леда. Због све горег стања у којем се налазио Ангерер током преласка другог поља леда, одлучили су да не наставе даље ка врху, већ да крену назад ка подножју. Ситуација се додатно погоршала када тим није успео да пронађе путању којом су се попели уз локацију која је данас позната под називом Хинтерштојсеов пролаз, па су морали да се враћају тежим путем. Касније се догодила још једна лавина у којој је и сам Хинтерштојсе изгубио везу конопцима са осталим члановима, пао преко ивице и погинуо. Иста лавина гурнула је Ангерера, који се спуштао испод Курца, преко ивице. Он је ударио о стене и погинуо. Курца је повукао конопац за Ангерером али није ударио о стене већ је само остао да виси изнад провалије. На врху конопца се налазио Еди Рејнер, четврти члан тима. Њега је конопац приковао уз осигурач који су поставили јер су о њему висили Курц и Ангерер. Тежина ове двојице је била толика да се конопац јако стегао око Рејерових груди и угушио га. Након лавине, Курц је једини остао жив, док су његова три пријатеља ишчезла.
Касније тог дана, упркос све лошијим временском условима, тим спасилаца је покушао да дође до Курца одоздо. Попели су се прво железничким тунелом који иде кроз планину, на железничкој линији Јунгфраубан, а затим тунелом за случај нужде који је водио од железничког тунела до северне стране планине. Међутим, због веома јаког ветра и снега нису могли да допру до њега и морали су да га оставе да виси на ивици планине преко ноћи, где је без адекватне опреме био изложен ниским температурама, ветру и снегу. Сутрадан, спасиоци су се вратили како би поново покушали. Схватили су да је немогуће да се попењу до њега, па је Курц морао сам да се спусти низ стену са које је висио до тима који се налазио педесетак метара испод. Тешко се кретао, лева рука му је задобила тешке промрзлине јер му је спала рукавица. Да би сакупио довољно ужета за спуст прво је требало да пресече уже испод себе, како би се ослободио тежине свог преминулог друга испод. Затим је морао да се попне уз остатак ужета до другог преминулог пријатеља који је био прикован за стене изнад. Међутим, дужина ужета поново није била довољна, тако да је морао да га размота и поново повеже у дуг, танак канап. Због промрзлина, овај посао је био скоро немогућ, део је морао да одради зубима. За цео тај поступак му је било потребно пет мукотрпних сати. На крају је спустио канап до спасилаца који је требало да за њега вежу уже довољно јако да се низ њега спусти.
Спасиоци су са собом понели једно дугачко уже, дужине 60 метара. Ханс Шлунегер је то уже ставио између својих леђа и ранца (не у ранац како је то обично случај) како би уштедео на времену. Нажалост, при кретању по стрмим стенама уже је испало и пало низ литицу. Због тога су морали да повежу два краћа ужета, која су опет била недовољне дужине. Курц је довукао до себе ово уже, причврстио га за планину и почео свој силазак. Када је доспео на само десетак метара од спасилаца зауставио га је чвор којим су два краћа ужета повезана. Тај чвор је требало да прође кроз металну алку која му се налазила између ногу и којом је контролисао брзину свог спуштања. Да би успео да прогура чвор кроз алку било је потребно да се повуче узбрдо и смањи притисак. Очајнички је покушавао да се повуче навише како би провукао чвор, али узалуд, био је исцрпљен. Увидевши да је ситуација безнадежна, само је рекао: „Ich kann nicht mehr“ („Не могу више.“) и издахнуо.
Његово беживотно тело су касније спустили чланови немачког спасилачког тима.
Ова трагична прича постала је позната након објављивања књиге Хајнриха Харера из 1960. године – Бели паук. Недавно је прича препричана у књизи планинара Џоа Симпсона – Примамљива тишина, по којој је снимљен документарац који је освојио награду Еми, као и у немачкој драми Ледени амбис из 2008. године.